# Aryman

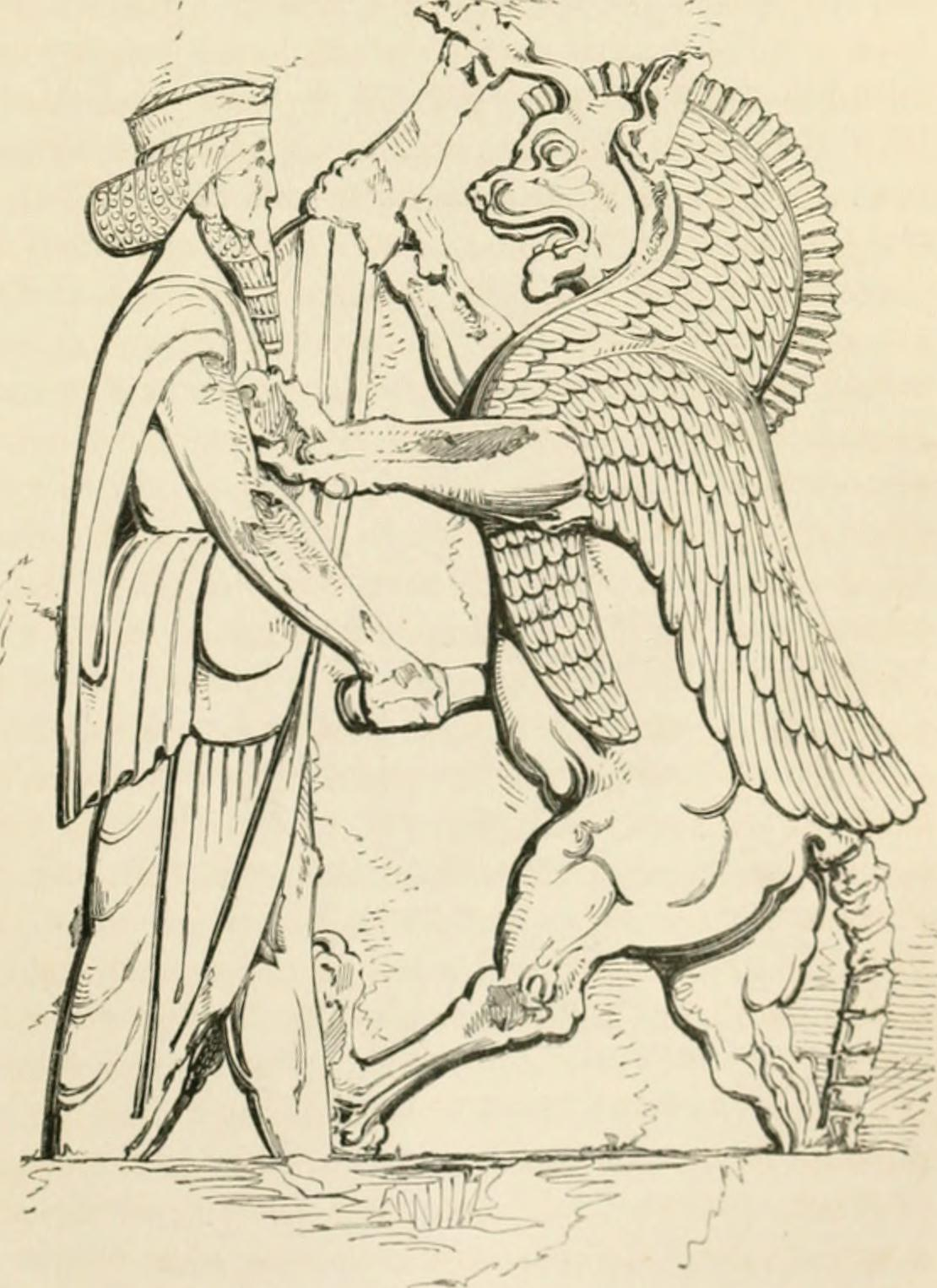
Płaskorzeźba z pałacu Achemenidów w Persepolis przedstawiająca walkę króla z lwem symbolizującym Arymana V w. p.n.e.

Aryman – Drudż, Aryman lub Ahriman (od staroperskiego, awestyjskiego Angra Mainju – Zły Duch, średnioperskie: Ahriman), także aw. Drudż – kłamca, sanskr. druh druhjati „czernić” – jedno z podstawowych pojęć dualizmu zaratusztriańskiego, obecne już w mazdaizmie. Byt odwieczny i niestworzony, przeciwnik Ahura Mazdy i jego stworzenia w kosmicznej walce.

## Znaczenie

### Aryman, Zły Duch
Pojęcie Arymana nie było stałe przez wieki. W Gathach Angra Mainju jest bezpośrednim przeciwieństwem Spenta Mainju emanacji Ahura Mazdy; oba duchy są zasadniczo aktorami w pierwotnym wyborze, wielkim dramacie dominującym życie człowieka i przeznaczenie świata. Pojęcie Arymana w księgach z okresu Pahlawi zostaje uproszczone i służy jako negatywny odpowiednik boga, Ahura Mazdy. Inne różnice w koncepcji Arymana wynikały z sądu, że Aryman nie istnieje, czyli nie ma materialnej egzystencji. (Patrz zło jako brak dobra u św. Augustyna). 

### Drudż, Kłamca
Aryman jest także utożsamiany z pojęciem Drudż – kłamca, błąd, oszustwo, fałsz, iluzoryczny, zwodniczy porządek w odróżnieniu do przeciwnych pojęć będących dziełem Ahura Mazdy (Jasna 37). Pierwotnie w mazdaizmie symbolizował przeciwieństwa tá (porządek, prawda) i ánṛta (chaos, kłamstwo). W Starej Aweście systematycznie przeciwstawiany Aszy. Metaforycznie ukazany jako ten, który wprowadza zamieszanie, narusza ład. Jego domeną jest miejsce gdzie pełno jest złych słów, zwodniczych idei i złych bóstw. W Młodszej Aweście często dodatkowo kojarzony z negatywnym pierwiastkiem żeńskim: słowo demon Widewdaddrudż, co bywało czasem zastępowane przez pairika lub żeńskie daewa, (dewa). W staroperskim w słowie drauga reprezentuje swoje dzieła poza kłamstwem, jako draugawant „pierwsze wielkie skalanie” (powstanie świata zmieszanego).

## Historia Arymana

### Aryman wyłania się z otchłani
Zaratusztra w Gathach opisuje ujawnienie się Arymana w kluczowej dla zaratusztrianizmu strofie:
„Na początku dwa były Duchy Bliźniacze żywiołowo działające: Dobry i Zły; w myśli, w słowie i w czynie” (Jasna 30.3), i dalej (Jasna 30.4): „I kiedy owe dwa Duchy Bliźniacze po raz pierwszy się spotkały, Życie i Niebyt ustanowiły. I tak będzie aż po kres istnienia świata.”
Życie ustanowił Ahura Mazda a Niebyt – Angra Mainju - zły duch.
(…) „Aż wydarzyło się, że promień blasku przeniknął mrok i Aryman poznał, że nie jest sam; że jest jeszcze coś innego. Przyciągnięty blaskiem podążył w górę i chciał ową jasność pochwycić”.
W Jasnie 44.5 powiedziano, że Ahura Mazda w odpowiedzi na pojawienie się Arymana stworzył zarówno światło, jak i ciemność, w (Jasnie. 37.1 [co jest przedmiotem sporów naukowych]) powiedziano iż stworzył także „światła, ziemię i wszystkie dobre rzeczy”, z czego wynika sąd zaratusztrian, że twórcą ciemności był Angra Mainju. Zaratusztra, który głosił wiarę w jednego najwyższego boga, chciał jednak wyjaśnić istnienie zła - jako konsekwencję wolnego wyboru. Mit „Bliźniaczych Duchów” posłużył mu za model, który wyznaczył człowiekowi na całkowicie wolny wybór między złem, a dobrem (jasna 30.2), do którego jest wzywana każda osoba. Między innymi na tym polegało nowatorstwo teologiczne koncepcji Zaratusztry. Objawienie Zaratusztry przedstawione w Gathach i późniejszej tradycji zaratusztriańskiej kreuje Arymana na byt negatywny istniejący w rzeczywistości i uosobienie zła o skomplikowanej naturze, co implikuje konsekwentnie cały wywód teologiczny.

### Skalanie świata przez Arymana i początek czasu
Początkowo Ahura Mazda zaproponował Arymanowi wybranie dobra, ten jednak uznając to za słabość Ahura Mazdy wybrał zło i podstępnie zaatakował stworzony przez boga świat, skaził wszystkie twory i stworzenia Ahura Mazdy. Wtedy zaczął biec czas. Zaatakował ziemię, tworząc pustynię, zasolił wodę w morzach, przebił południową stronę nieba, spowodował więdnięcie roślin, śmierć pierwszego byka oraz pierwszego człowieka, a na koniec „popsuł” nieskalaną czystość ognia, tworząc dym.
Od tego czasu zaczęła się epoka „zmieszania” i walki dobra ze złem (Gumeziszn, draugawant), w której obecnie żyjemy.

### Fraszokereti – klęska Arymana
Pod koniec tej epoki nastanie czas Odnowienia Świata – Fraszokereti. Ahura Mazda pokona Arymana, oddzieli dobro od zła (Wizariszn [śr. pers. wizarišn]) i ustanowi z powrotem doskonały porządek – Aszę. Umarli zostaną wskrzeszeni w cielesnej i duchowej postaci. Według jednej z wersji na końcu Aryman i jego otchłań zostaną, wraz z nieprawymi, oczyszczone ze zła w akcie powszechnego „zbawienia” (Bundahiszn 34.19-20; Pahlawi Riwajat 48.70-72). Nastanie wtedy epoka Idealnego Świata Bożego, który jest w pełni zrealizowanym kosmosem.

## Aryman jako władca złych mocy

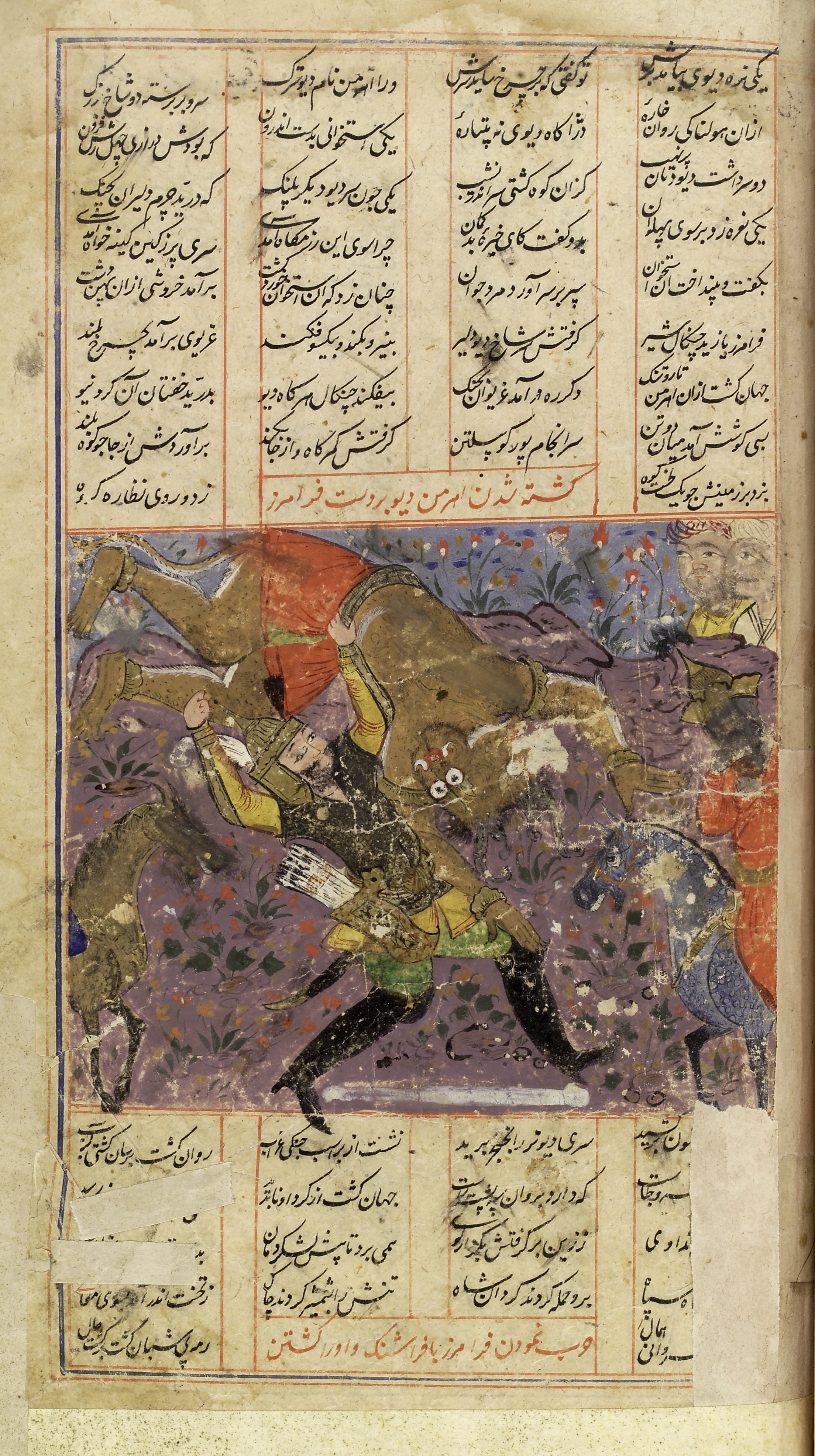
Księga Królów Szach Name, zbiór legend i mitów irańskich, gdzie smok Zahhak występuje jako syn Arymana

Aryman prawie dorównuje siłą Ahura Mazdzie jednak brak mu wszechwiedzy i mocy kreacji. Jest władcą wszystkich złych bóstw, duchów i demonów. Jest nazywany: (Vd. 19,1, 43–44) daēvan daēvō „Dewem nad dewami”. On to skalał Złem, Śmiercią i Destrukcją stworzony przez Ahura Mazdę świat, kiedy ten z wymiaru duchowego przybrał postać materialną (Jasna 32:5). Angra Mainju nie posiadał takich emanacji i atrybutów jak Ahura Mazda, zatem w inny sposób sformował korpus złych duchów, tzw. dajwów – dewów (porównaj z wedyjskimi dewa), które od niego pochodzą. Dewy są wytworem Złego Umysłu (awest. Aka Manah, Jasna 32:3) i pomagają mu w dziele zniszczenia. Zgodnie z Gathami (Jasna, 30:6) dewy na początku czasu nie potrafiły właściwie rozeznać pomiędzy życiodajną Inspiracją Ahury (Spenta Mainju) a tą złą i destrukcyjną – Aka Mainju (patrz Aka Manah). Przybyło bowiem do nich Oszustwo (Drudż), kiedy podejmowały decyzję. Wybrały zatem Myśl Najgorszą i Wściekłość (Aeszma), przez które ich zwolennicy spośród ludzi przyczyniają cierpień światu.

### Demon Śmierci
Jednym z największych aktów wielkiego skalania (Gumeziszn) było sprowadzenie na świat śmierci.
Astwihad (Aw. Astō.vīδōtu), dosłownie „ten, który rozpuszcza kości, łamacz kości, dzielący ciała”, demon śmierci w tekstach Awesty. Niszczy życie i nikt nie może mu uciec. Jest powiedziane: kiedy dotknie człowieka ręką, jest to zły sen; kiedy rzuca na niego swój cień, to jest gorączka; a kiedy patrzy na niego swoimi oczami, pozbawia go tchnienia duszy. Astwihād został wysłany przez Arymana, by rzucić swoją śmiertelną pętlę na Gajōmarda pierwszego człowieka. Astwihād tłumaczy się jako „rozpad materialnych istot”.

### Atrybuty Arymana
Towarzyszy mu sześć głównych atrybutów arcy-demonów, z którymi tworzy heptadę (mistyczną siódemkę), przeciwną do heptady Ahura Mazdy z jego Amszaspandami.

#### Heptada Arymana
1. Aryman (Drudź) – Zły Duch
2. Aka Manah[21] – (Jasna 33:4) – demon złych myśli i złych emocji, "Zły umysł", określenie uosobione jako demon w zaratusztrianizmie. Najwyraźniej nie jest jeszcze całkowicie uosobione w Gathach. W źródłach Pahlawi Akōman pochodzi z ciemności i jest jednym z pierwszych dewów Arymana. Jego szczególnym współpracownikiem jest niepokój i Anaštih - Pożądliwość. Jego specjalną funkcją jest dawanie podłych myśli i niezgody. Został wysłany przez Arymana, by zatruć myśli Zaratusztry, ale Vohu Manah temu zapobiegł. Smutek jest znakiem Akōmana.
3. Śaura – demon tyranii, represji i prześladowań
4. Taromaiti (Jasna 33:4) – demon bezbożności i niewiary
5. Zairi – demon głodu i pragnienia oraz chciwości
6. Aeszma[22] (Jasna 29:1) – demon gniewu, wściekłości, złości, zawiści
7. Tauru – demon choroby i cierpienia

Skład heptady Arymana nigdy nie został jednoznacznie określony, M.N. Dhalla w swojej Historii Zaratusztrianizmu podaje jeszcze inne zestawienie:
1. Aryman (Drudź) Zły Duch – przeciwnik Ahura Mazdy – Dobry Duch
2. Aka Manah (Akoman) – zła myśl, przeciwnik Wohu Manah – dobra myśl
3. Indar (Indra) zmrożenie umysłu, niewiara – przeciwnik Spenta Aszy – prawo, prawda, ład
4. Naonhaithja (Nanghait) niezadowolenie – przeciwnik Spenta Armaiti – święte oddanie, wiara
5. Saurva (Sawar) – zły autorytet, ucisk, bezprawe i podłe pragnienia – przeciwnik Spenta Kszatry – właściwe panowanie, królewskość
6. Taurwi (Tauriz) choroba, gorączka, trucizna – przeciwnik Spenta Hurwatat – zdrowie
7. Zauri (Zariz) pragnienie, głód – przeciwnik Spenta Ameratat – nieśmiertelność

#### Ważniejsze demony pomocnicze
- Az[23] – chciwość, żądza, pożądliwość
- Apoś[24] – susza, pragnienie
- Nasu[25] – zanieczyszczenie, brud, skalanie
- Pairika[26] – czarownictwo, czarnoksięstwo

#### Lista demonów zaratusztriańskich
Uczeni spekulują na ile dewy są odzwierciedleniem dawnych indoirańskich bogów chtonicznych związanych z ziemią. Lista demonów zaratusztrianizmie obejmuje poza heptadą ponad trzydzieści istot demonicznych odpowiadających stworzonym dobrym świętym bytom Ahura Mazdy Jazatom.

### Królestwo Arymana
Młodsza Avesta. Wend. 19,47, Jaszt. 15.43 i Aogemadaeca 28 umieszczają królestwo Angra Mainju w podziemnym świecie, świecie ciemności. Według Vd. 19.1 i 44, mieszka na północy, w kraju dewów gdzie panuje wieczna noc i zabijający wszelkie życie mróz (w innej wersji panuje na pustyniach południa, jako przerażająca susza [Apoś]).
Aogemadaeca 28
Oh, moje ciało jest nietrwałe, nie wrzucajcie mnie do Waru Angra Mainju, okropnego, strasznego, (przerażającego), ciemnego, nierozpoznawalnego (bo ciemność jest tam tak gęsta, że można ją uchwycić ręką), który Angra Mainju skonstruował na samym dole mrocznego świata, niekończącego się piekła.
Aryman króluje również w zaświatach, jest panem otchłani do której trafiają dusze i duchy złych ludzi. Miejsce to określają Gathy jako Najgorsze Bytowanie (Jasna 30.4). W okresie sasanidzkim doczekało się barwnych opisów, porównywalnych z piekłem Dantego, znanych z księgi Arda Viraz Namag

## Kult Arymana
Niektórzy uczeni zastanawiali się czy istniał kult Arymana. W utworze Temistokles Plutarch każe królowi perskiemu wzywać Areimaniosa z imienia i prosi tego boga, aby spowodował, klęskę jego wrogów. Porównuje go grecki historyk z Hadesem i twierdzi, że Persowie składali mu ofiary. Według niejasnych informacji przekazanych przez Plutarcha, czcić go mieli także wyznawcy mitraizmu. Wspomina o tym także Sasanidzki Dēnkard (182.6) zarzucający heretykom jego kult: Zepsuty, diabelski, niesprawiedliwy rytuał w tajemnicy czarownicy wychwalają Arymana, niszczyciela. Trudno jednak wykazać poza samą osobą boga Mitry, nawet to, że ta religia w znanej w Rzymie formie powstała w Persji. Brak jest też dowodów, że ewentualny kult Arymana mógłby praktykowany przez zaratusztrian. Postać Arymana pojawia się natomiast w okultyzmie, a także w kultach satanistycznych. Współcześni Jezydzi są często nazywani czcicielami Arymana, ale wynika to z mylenia ich nazwy boga (Szajtan) z Arymanem, podczas gdy ta nazwa odpowiada Ahura Maździe w zaratusztrianizmie.

## Inne religie i nurty
W Zurwanizmie, Mitraizmie, Manicheizmie i w ideach Mazdaka, koncepcja Arymana odbiegała albo w kierunku pierwotnego mazdaizmu, albo synkretycznej gnozy, co było przez zaratusztrian traktowane jako wypaczanie religii lub herezja.
Antropozofia uznaje Arymana za niebezpiecznego demona, który wiąże człowieka jednostronnie z materią. Aryman jest uosobieniem krystalizujących, petryfikujących i materializujących sił i jako taki stanowi biegunowe przeciwieństwo Lucyfera.
W literaturze popularnonaukowej często występuje kalka pojęciowa porównująca Arymana z Szatanem lub z Diabłem w demonologii judaistycznej, chrześcijańskiej, czy islamskiej, porównanie to jednak jest zbyt daleko idącym uproszczeniem powodującym wiele nieporozumień. Przedmiotem poważnych sporów historyków i teologów jest wpływ religii zaratusztriańskiej na obraz diabła w tych wyznaniach.

## Aryman w kulturze i popkulturze
- postać Arymana została wykorzystana w grach Prince of Persia, Blade of Darkness oraz Crusader Kings 2
- postać Ahrimana została wykorzystana w dwóch tomach (Fatalny dzień oraz Książę Czarnych Sal) serii Sagi o Ludziach Lodu
- postać Arymana wystąpiła w książce Kosmiczne marionetki autorstwa Philipa K. Dicka
- Aryman jest przeciwnikiem w grze Lionheart: Legacy of the Crusader
- Angra Mainyu jest przeciwnikiem w grze Final Fantasy X-2
- Angra Mainyu jest wspomniany w grze Fate/stay night, gdzie jego dusza uwięziona jest w Świętym Graalu. Występuje również w kontynuacji, Fate/hollow ataraxia, gdzie jest głównym sprawcą powtórzenia się Piątej Wojny o Graal
- postać Arymana została wykorzystana w opowiadaniu Stefana Żeromskiego Aryman mści się z 1901 roku
- główny bohater opowiadania Wsiewołoda Garszyna Czerwony kwiat dostrzega w tytułowej roślinie manifestację Arymana i poprzysięga ją zniszczyć
- w kaszubskiej epopei Aleksandra Majkowskiego Życie i przygody Remusa Aryman/Smętek jest symbolem złych sił działających w dziejach Kaszub[40]
- walka Arymana występuje w wierszu Adama Mickiewicza Aryman i Oromaz z 1830 r. (Adam Mickiewicz, Wiersze, Czytelnik Warszawa 1973)
- w grze Smocze ziemie imię Arymana nosił pół demon, pół człowiek który według przepowiedni miał zawładnąć światem
- w książce Anety Jadowskiej Zwycięzca bierze wszystko Aryman został przedstawiony jako przywódca powstania przeciw Lucyferowi z zamiarem objęcia władzy nad piekłem
- postać Arymana pojawia się w kryminale Tess Gerritsen Klub Mefista z 2006 roku
- Ahriman jest czarnoksiężnikiem chaosu z Legionu Tysiąca Synów w uniwersum Warhammer 40,000
- w powieści Mistrz i Małgorzata nazwisko Aryman nosi krytyk literacki, szkalujący Mistrza na łamach oficjalnej prasy za treści religijne zawarte w jego powieści; przyczynił się do załamania psychicznego głównego bohatera
- jego imię zostało wykorzystane w opowiadaniach o słynnym barbarzyńcy Conanie z Cimmerii i posłużyło do nazwania wyjątkowo potężnego kryształu magicznego o nazwie Serce Arymana, który ze względu na samą wartość jubilerską miał tak ogromną wartość, że już był bezcenny, a gdyby do tego doliczyć jego wartość magiczną, to byłby wart o wielekroć więcej; nekromanta Xaltotun w powieści Godzina Smoka twierdził, że był na tyle potężnym nekromantą, że nie potrzebował mocy tego kryształu, ale wolał sam go posiadać i ukryć, by nikt inny nie użył jego mocy przeciwko niemu samemu[41].
- Lord Ahriman to pseudonim artystyczny  Mikaela Jana Svanberga gitarzysty zespołu black metalowego Dark Funeral